# Йомудов, Фаррух
Фаррух Йомудов — туркменский боксёр-любитель.

## Чемпионат Туркменистана по боксу 2012 г
В декабре 2012 г. в ашхабадском спорткомплексе «Галкыныш» состоялся финал национального турнира на Кубок Туркменистана по боксу среди мужчин. В состязаниях приняли участие более 100 лучших спортсменов из всех велаятов и Ашхабада. Столичные боксеры на правах хозяев турнира были представлены двумя командами. Эти состязания стали итоговыми, по результатам которых будет сформирована национальная сборная-2013.
Фаррух Йомудов завоевал золотую медаль в весе до 60 кг. и вошёл в сборную Туркменистана по боксу 2013.

## Чемпионат Туркменистана по боксу 2011 г
В декабре 2011 г. в Дашогузе состоялся финал национального турнира на Кубок Туркменистана по боксу среди мужчин. Фаррух Йомудов завоевал золотую медаль в весе до 60 кг. и вошёл в сборную Туркменистана по боксу 2013.

## Спортивные достижения и бои
Участник Чемпионата Азии по боксу 2011 года в Инчхоне (Южная Корея) (до 56 кг). Чемпион Туркмении 2011 (60 кг). Национальная сборная Туркменистана 2013. Участник Летней Универсиады 2013 г. в Казани (60 кг).
| Дата            | Турнир                     | Место проведения          | Весовая категория               | Соперник              | Результат | Дополнительно                                    |
| --------------- | -------------------------- | ------------------------- | ------------------------------- | --------------------- | --------- | ------------------------------------------------ |
| 15 октября 2013 | Чемпионат мира 2013        | Алматы, Казахстан         | 60 кг (лёгкий вес, lightweight) | Michal Zatorsky       | 0 — 3     | 1/32 финала. Выбыл из турнира.                   |
| 8 июля 2013     | Летняя Универсиада 2013    | Казань, Татарстан, Россия | 60 кг (лёгкий вес, lightweight) | Гаибназаров Фазлиддин | 0 — 3     | 1/4 финала. Выбыл из турнира.                    |
| 7 июля 2013     | Летняя Универсиада 2013    | Казань, Татарстан, Россия | 60 кг (лёгкий вес, lightweight) | Саид Мухаммад Хуссейн | 0 — 3     | 1/16 финала. Прошёл в 1/4.                       |
| 5 июля 2013     | Летняя Универсиада 2013    | Казань, Татарстан, Россия | 60 кг (лёгкий вес, lightweight) | Seng Fong             | 0 — 3     | 1/32 финала. Прошёл в 1/16.                      |
| Декабрь 2012    | Чемпионат Туркмении — 2012 | Ашхабад, Туркменистан     | 52 кг (лёгкий вес, lightweight) | ?                     | 3 — 0     | 1 место. Вошёл в национальную сборную Туркмении. |
| Декабрь 2011    | Чемпионат Туркмении — 2011 | Дашогуз, Туркменистан     | 52 кг (лёгкий вес, lightweight) | ?                     | 3 — 0     | ? место.                                         |